# Piazza Pietro Ottinetti
Piazza Pietro Ottinetti è una piazza del centro storico della città di Ivrea in Piemonte.

## Storia
La piazza corrisponde alla corte interna dell'antico monastero delle Clarisse di Ivrea. In seguito all'arrivo di quest'ultime in città nel XIV secolo, la crescita dell'istituzione necessitò un progressivo ampliamento dei locali del monastero, effettuato inglobando e ristrutturando edifici adiacenti. Con la rivoluzione francese e il dominio napoleonico, gli ordini religiosi vennero soppressi e il complesso divenne proprietà pubblica venendo destinato a caserma, funzione che mantenne anche dopo il 1814.
La piazza venne creata nel 1844 con la alla demolizione della chiesa di Santa Chiara e della parte meridionale dell'antico monastero, aprendo così il cortile interno. I lavori avevano il preciso intento di creare, in questo modo, uno spazio per ospitare il mercato dei cereali in quanto i portici potevano servire da riparo alle granaglie in caso di maltempo.
La nuova piazza, intitolata a Carlo Alberto, fu poi, nel 1945, dedicata al partigiano Piero Ottinetti.
La caserma venne infine smantellata solo dopo la seconda guerra mondiale e, negli anni 1960, i locali sulla piazza vennero destinati dal comune a ospitare servizi pubblici.

## Descrizione
La piazza, che è la più grande di Ivrea, conta una superficie di 2.200 metri quadrati e si apre sul lato settentrionale di Via Palestro, la principale via del centro storico di Ivrea.
Negli edifici intorno alla piazza si trovano il Museo Garda e la biblioteca civica di Ivrea. La piazza spesso fa da scenario a eventi culturali e attività di svago, trasformandosi per esempio in un palcoscenico per spettacoli teatrali all'aperto e, ogni inverno, ospitando una pista di pattinaggio sul ghiaccio.